# Dylewo (gmina)
Dylewo (do 1868 Ostrołęka; od 1931 Kadzidło) – dawna gmina wiejska istniejąca w latach 1868–1931 w woj. białostockim. Siedzibą władz gminy było Dylewo.
Gmina powstała w Królestwie Polskim w 1868 roku w powiecie ostrołęckim w guberni łomżyńskiej, z obszaru zniesionej gminy Ostrołęka.
W okresie międzywojennym gmina Dylewo należała do powiatu ostrołęckiego w woj. białostockim.
1 kwietnia 1931 do gminy Dylewo włączono:
- miejscowość Wach ze znoszonej gminy Wach,
- miejscowości Brzozówka, Golanka, Grale, Jazgarka, Klimki, Krobia, Rososz, Sul, Tatary i Todzia ze znoszonej gminy Nasiadki.

Równocześnie z gminy Dylewo wyłączono miejscowości Łodziska, Obierwia, Olszewka, Siarki-Kamienowizna, Szafarnia i Szwendrowy Most, włączając je do gminy Nasiadki. Po zmianach tych, jednostkę o nazwie gmina Dylewo zniesiono 11 lipca 1931 roku, przemianowując ją na gminę Kadzidło.

## Demografia
Według Powszechnego Spisu Ludności z 1921 roku gminę zamieszkiwało 6.426 osób, 6.230 było wyznania rzymskokatolickiego, 1 prawosławnego, 25 mariawickiego a 170 mojżeszowego. Jednocześnie 6.261 mieszkańców zadeklarowało polską przynależność narodową, 164 żydowską a 1 rosyjską. Było tu 1.021 budynków mieszkalnych.